# Viola macloskeyi
Viola macloskeyi là một loài thực vật có hoa trong họ Hoa tím. Loài này được F.E. Lloyd miêu tả khoa học đầu tiên năm 1895.

## Hình ảnh

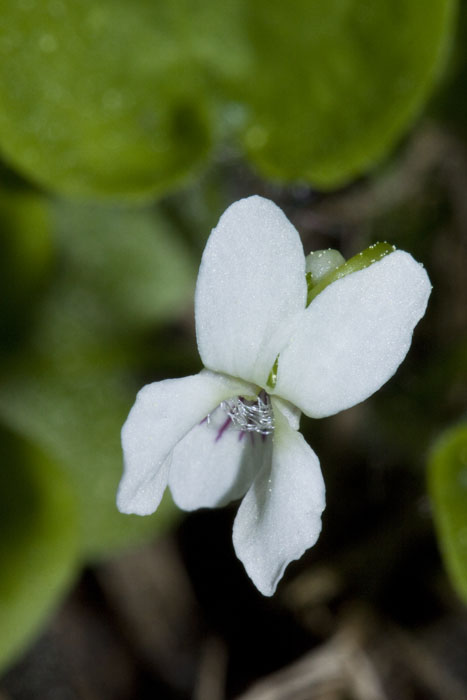
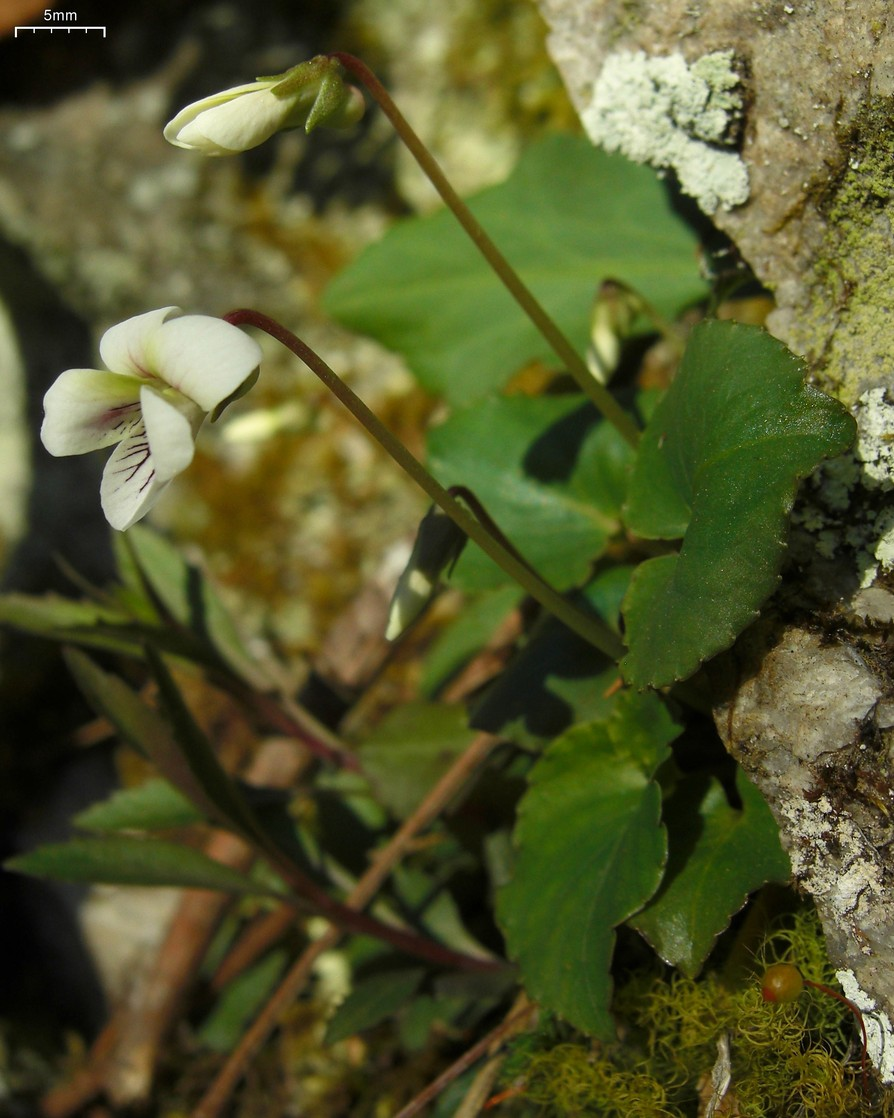
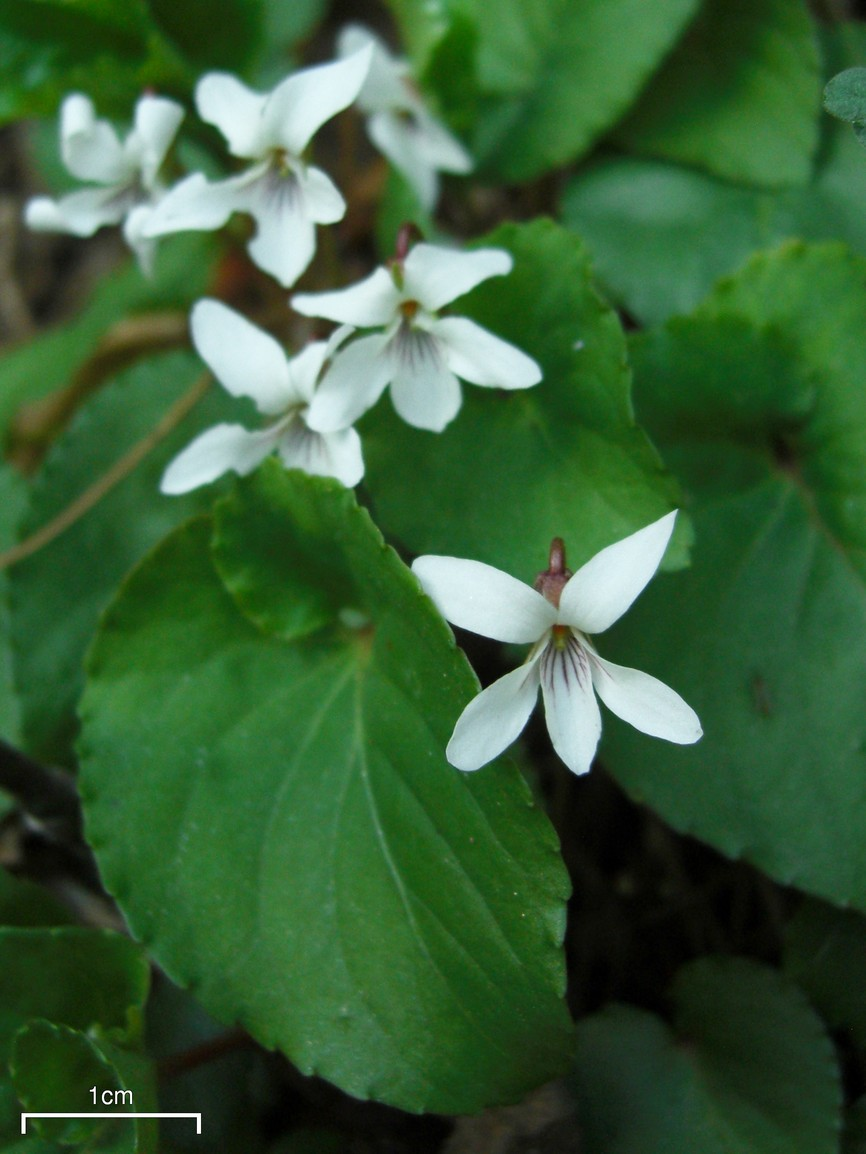
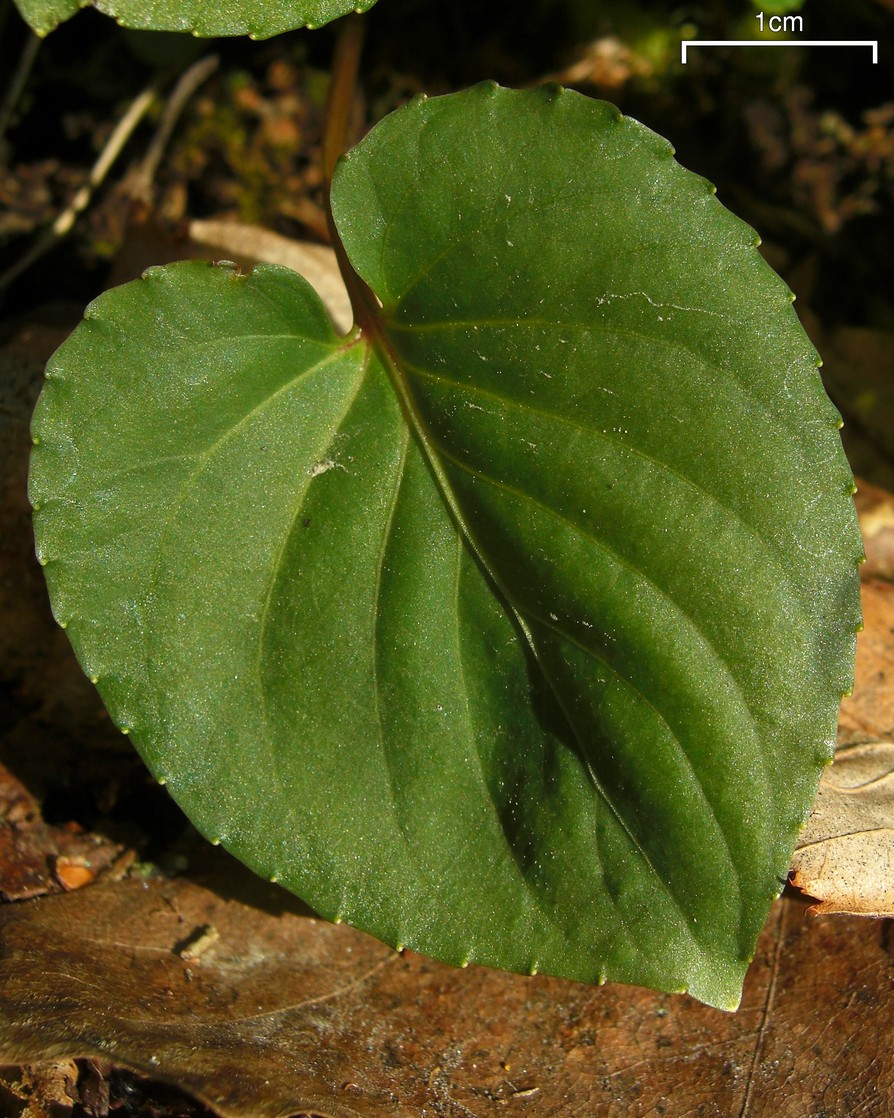